# We Are Lady Parts
We Are Lady Parts es una comedia de situación de la televisión británica creada, escrita y dirigida por Nida Manzoor . La serie sigue a una banda británica de punk rock del mismo nombre, que está compuesta en su totalidad por mujeres musulmanas .
Después de emitirse como piloto en 2018 en Channel 4, se encargó una serie de seis episodios que se estrenó el 20 de mayo de 2021.

## Trama
Una banda de punk musulmana compuesta exclusivamente por mujeres en el Reino Unido se inspira en la rica y diversa colección de culturas de Londres. Las amistades, las relaciones y las diferencias culturales son protagonistas mientras la banda busca el éxito musical.
La historia está narrada por Amina (Anjana Vasan), una joven de 26 años bastante remilgada y modesta que está estudiando un doctorado en microbiología. Sus gustos musicales son los cantautores antiguos como Don McLean y Janis Ian, y en su tiempo libre enseña guitarra acústica a niños locales.
En su dormitorio, decorado con rosas pastel sueña con casarse y tener un marido perfecto, algo que parece difícil. La madre de Amina, al menos, es capaz de ver la institución del matrimonio con ojos escépticos. “Pasé mi juventud con un hombre que no sirve para nada”, refunfuña, mientras su esposo holgazanea en el sofá cercano.
La introducción de Amina al mundo de Lady Parts llega por accidente, ya que acepta un folleto del apuesto Ahsan mientras camina por el parque. Mientras se desmaya por el potencial romántico de Ahsan, se da cuenta tardíamente de que el folleto es un anuncio para ser guitarrista principal de la banda, por lo que se apresura a ir a la audición para tratar de encontrar a Ahsan. No está allí, pero su feroz hermana Ayesha (Juliette Motamed) es la baterista. La vocalista Saira (Sarah Kameela Impey) reconoce a Amina de la escuela, donde la escuchó tocar la guitarra. Le cuelgan una guitarra Fender al cuello y le piden que toque algo, pero Amina sufre de un pánico escénico paralizante y sale corriendo histéricamente de la habitación.

## Reparto
- Anjana Vasan como Amina, la nueva guitarrista principal de Lady Parts
- Sarah Kameela Impey como Saira, líder de Lady Parts, cantante principal y guitarrista rítmica
- Juliette Motamed como Ayesha, baterista de Lady Parts
- Faith Omole como Bisma, bajista de Lady Parts
- Lucie Shorthouse como Momtaz, gerente de Lady Parts
- Aiysha Hart como Noor, la mejor amiga de Amina[5][2]
- Zaqi Ismail como Ahsan, hermano de Ayesha y enamorado de Amina
- David Avery como Abdullah, el novio de Saira
- Shobu Kapoor como Seema, la madre de Amina
- Sofia Barclay como Zarina, influencer y editora de cultura de una revista

## Episodios
| Temporada | Temporada | Episodios | Episodios | Emisión original | Emisión original |
| Temporada | Temporada | Episodios | Episodios | Primera emisión  | Última emisión   |
| --------- | --------- | --------- | --------- | ---------------- | ---------------- |

### Piloto (2018)
Título "Lady Parts" dirigido y escrito por Nida Manzoor emitido el 21 de diciembre de 2018

### Primera temporada (2021)
| N.º | Título                                              | Dirigido por | Escrito por  | Fecha de lanzamiento original |
| --- | --------------------------------------------------- | ------------ | ------------ | ----------------------------- |
| 1   | «Play Something (Toca algo)»                        | Nida Manzoor | Nida Manzoor | 20 de mayo de 2021            |
| 2   | «Potential Future Spouse (Potencial futura esposa)» | Nida Manzoor | Nida Manzoor | 27 de mayo de 2021            |
| 3   | «Earth Natives (Nativas de la tierra)»              | Nida Manzoor | Nida Manzoor | 3 de junio de 2021            |
| 4   | «Godzilla»                                          | Nida Manzoor | Nida Manzoor | 10 de junio de 2021           |
| 5   | «Represent»                                         | Nida Manzoor | Nida Manzoor | 17 de junio de 2021           |
| 6   | «Sparta»                                            | Nida Manzoor | Nida Manzoor | 24 de junio de 2021           |

## Producción
Lady Parts fue creado como programa piloto por primera para la sección "Comedy Blaps" de Channel 4 a mediados de 2018. El programa piloto se estrenó a finales del mismo año.
La serie contiene tanto canciones punk originales como pistas, escritas y adaptadas por Nida Manzoor y sus hermanos Shez Manzoor (que también compusieron la música del programa), Sanya Manzoor y Benni Fregin. Las actrices y actores del programa tocan sus propios instrumentos, aunque algunos tuvieron que aprender específicamente para actuar en la serie. Manzoor explicó que "la música de la banda es una parte intrínseca del espectáculo. A través de la música, vemos a los personajes en su elemento y cantando su verdad, capturándolos en toda su alegría y tontería. "

## Emisión
We Are Lady Parts se estrenó en la televisión Channel 4 el 20 de mayo de 2021, y todos los episodios estarán disponibles simultáneamente para su transmisión en All 4 .

### Emisión internacional
La serie se estrenó el 21 de mayo de 2021 en Stan (Australia) y Sky New Zealand.  Se estrenó en Peacock en los Estados Unidos el 3 de junio y se estrenó en Showcase en Canadá el 9 de junio.

## Recepción
En Rotten Tomatoes, la serie tiene una puntuación del 100% basada en 32 críticos con una puntuación media de 7,96 sobre 10. El consenso crítico dice: "Energía contagiosa, grandes canciones y un elenco magnético se unen para hacer de We Are Lady Parts una comedia rockera que es tan subversiva como hilarante". En Metacritic, la serie tiene una puntuación de 83 sobre 100 basada en 17 reseñas que indican "aclamación universal".
Radhika Seth de Vogue describió la serie como una "comedia desenfrenada que no se parece a nada que hayas visto antes"; afirmaron que "depende de un quinteto de actuaciones de nota perfecta". El Financial Times discutió que "las representaciones progresistas resaltan una verdad acerca de ser musulmán de hoy en día: puedes ser tanto temeroso de Dios como fumador de marihuana; desordenado y devoto". Lejos de ser un choque, estas cosas reflejan una mezcolanza cultural de las partes enredadas y contradictorias de nosotros mismos que nos hacen deliciosamente, desconcertantemente humanos ", y" We Are Lady Parts se encuentra entre una ola de espectáculos que se deshacen de los estereotipos y se sienten cómodos con la complejidad . . . El desgastado estereotipo de las mujeres musulmanas oprimidas no se ve por ningún lado entre estas rebeldes anárquicas tatuadas, que son, sin embargo, musulmanes practicantes. Cuando no están postradas en oración, están escuchando himnos punk provocativos como 'Nadie va a matar por honor a mi hermana excepto a mí' ". The Guardian dijo: Al final de los primeros episodios, se han burlado de una letanía de estereotipos musulmanes. Lo que es particularmente sorprendente es lo refrescante y alegre que es todo. La serie recuerda a la comedia canadiense Schitt's Creek y la alegría que transmitió al mostrar a una pareja del mismo sexo sin el constante terror de la homofobia. . . We Are Lady Parts hace algo que muchos programas no han hecho: ofrece el potencial de representación. En resumen, en realidad es divertido. Y no de una manera "en broma", sino en la forma clásica de payasadas de personas que se caen y observaciones irónicas sobre las complejidades de la feminidad moderna " 